# Hodilje
Hodilje je vesnice v opčině Ston v Chorvatsku, v Dubrovnicko-neretvanské župě. V roce 2011 zde žilo 190 obyvatel.

## Poloha
Vesnice je situována při severním pobřeží poloostrova Pelješac asi 2 km severně od Stonu, nedaleko kopce Zjat.

## Místní části
- Hodilje
- Malo Selo
- Luka
- Rusan

## Ekonomika
Většina obyvatel se zabývá rybolovem a pěstování ústřic a slávek. K dispozici je starý kostel sv. Jana ve vesnici.

## Galerie

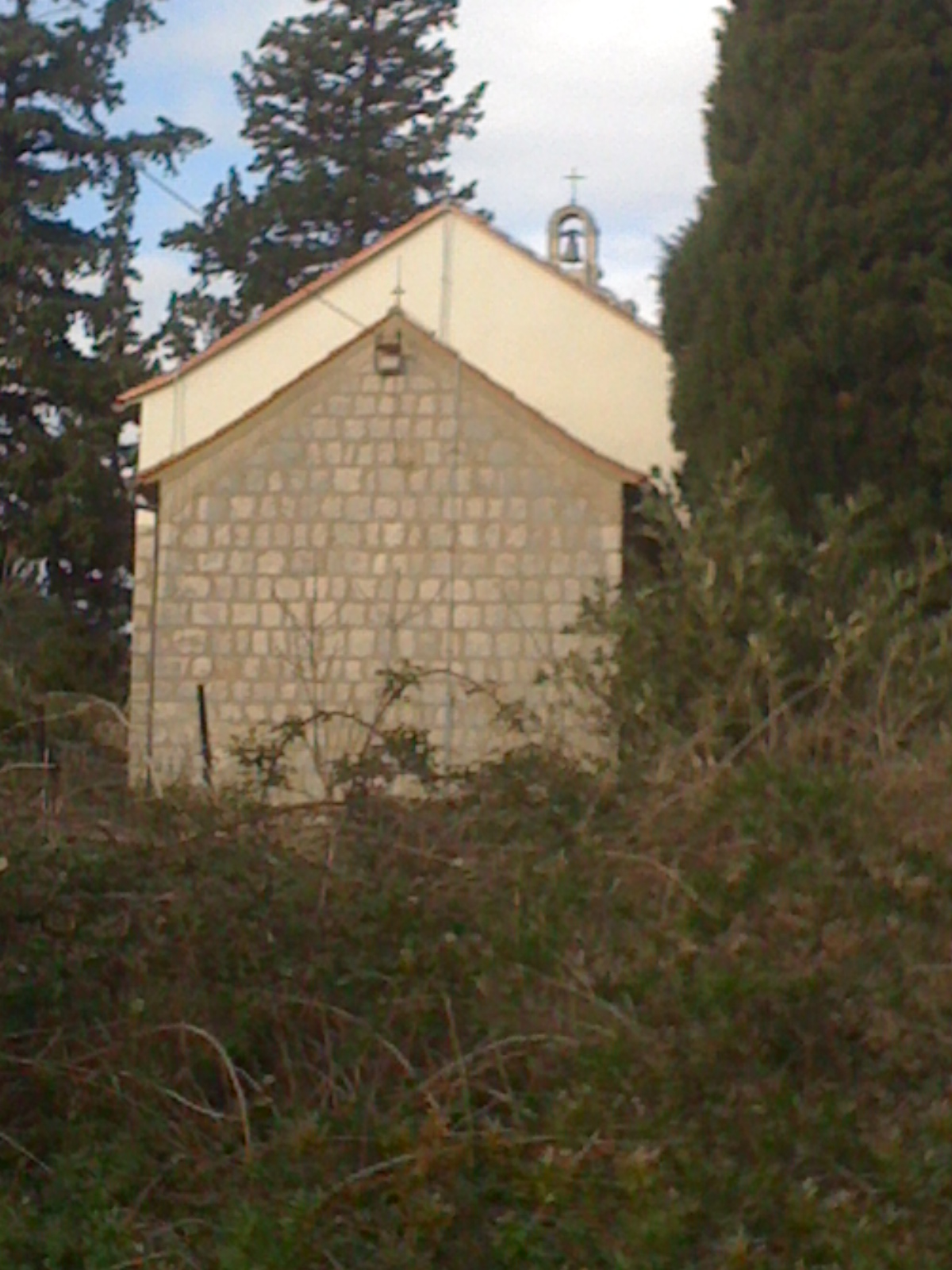
Kaple Narození Panny Marie, Rusan
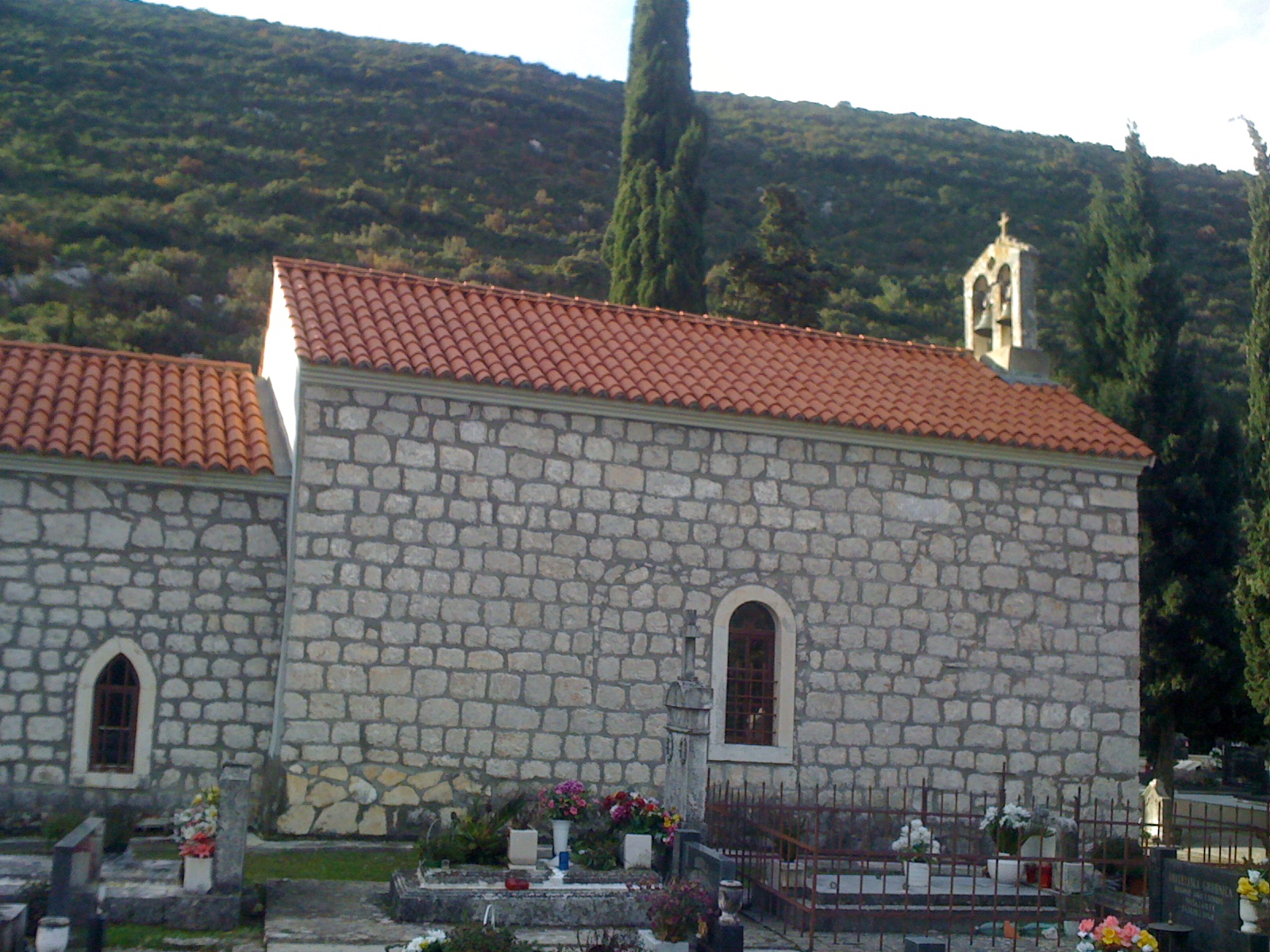
Kostel sv. Víta
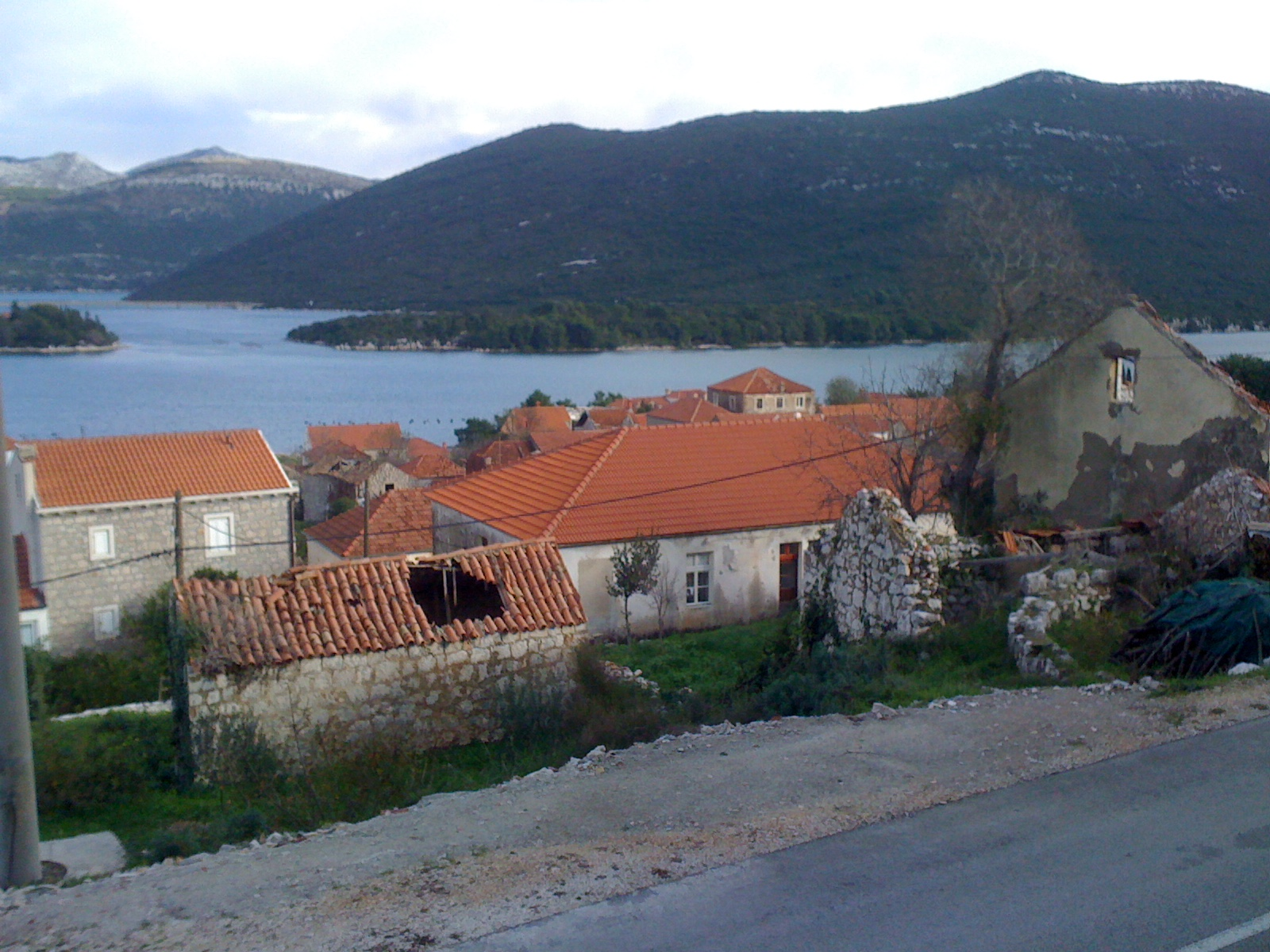
Hodilje